# Adolf Ludvig Stierneld
Adolf Ludvig Stierneld, född 1 september 1755 i Stockholm, död 31 juli 1835 på Gripsholm, var en svensk friherre, politiker, hovman och samlare av historiska dokument, av senare historisk forskning avslöjad som en av Sveriges mest förslagna och produktiva dokumentförfalskare.

## Biografi

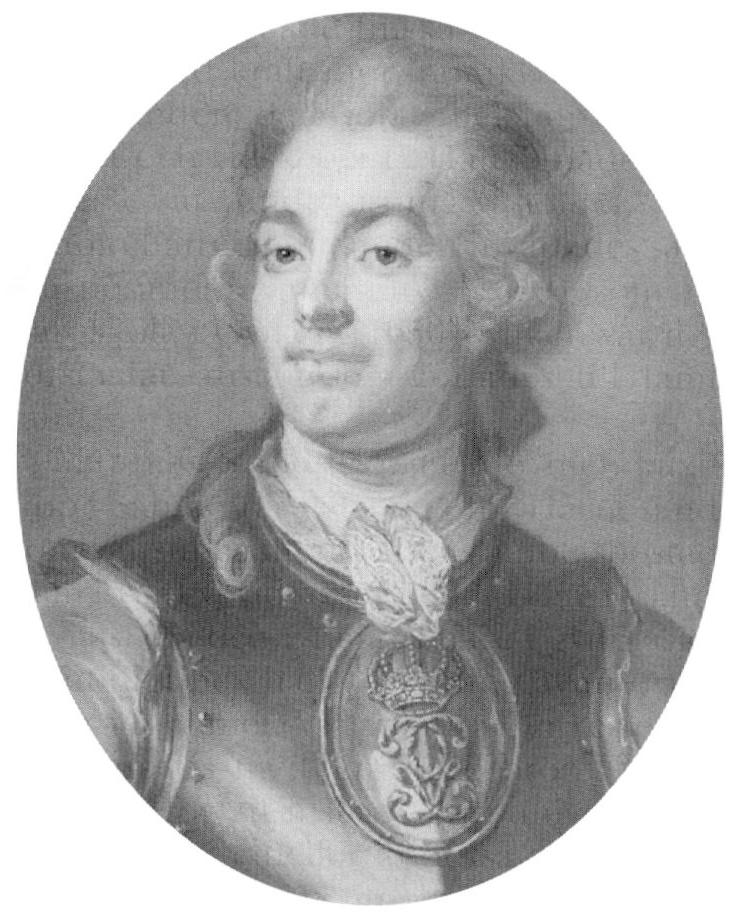
Stierneld i Uniform m/1779 för en ryttmästare vid Livregementet till häst, ca 1781.

Stierneld var son till friherre Samuel Gustaf Stierneld, som var chef för Västmanlands regemente och lär ha antecknat sitt regemente bland den nyföddes faddrar. Sonen inskrevs även endast sex månader gammal som volontär i samma kår, han utnämndes till sergeant 1764, och 1766 blev hand utnämnd till livdrabant i Kunglig Majestäts drabanter. Den 8 oktober 1766 blev han utnämnd till fänrik vid sitt regemente. Den 12 december 1770 blev han åter utnämnd till livdrabant, samt 30 oktober 1771 löjtnant i armén. Den 22 maj 1775 blev han vicekorpral (ryttmästare) i drabantkåren och den 30 april 1781 blev han utnämnd till ryttmästare vid Livregementet, samt blev 1783 brigadadjutant hos Hertig Karl. Han erhöll avsked från krigstjänsten den 21 april 1791.
Inom hovet anställdes Stierneld som kammarherre hos drottning Sofia Magdalena 1778. Han kom dock snart på mindre vänlig fot med Gustav III och tillhörde vid Riksdagen 1786 och Riksdagen 1789 ledarna för oppositionen inom adelsståndet. När kungen planerade att genomdriva Förenings- och säkerhetsakten under riksdagen 1789 arresterades Stierneld tillsammans med 18 andra adelsmän i oppositionen. Han sattes i förvar på Fredrikshovs slott samt därefter till Drottningholms slott. I maj samt år skickades han till Karlstens fästning varifrån han slutligen släpptes 1790. Stiernelds långa arrestering var troligen till följd av sina förbindelser med ryske ministern, vilket kungen starkt ogillade.
Genom sitt 1790 ingångna äktenskap med grevinnan Kristina Charlotta Gyldenstolpe, dotter till Gustav III:s gunstling Nils Philip Gyldenstolpe, kom Stierneld snart åter på god fot med hovet och blev 1792 överkammarherre. Vid riksdagen 1800 sågs han också, i likhet med andra ur 1789 års opposition (Magnus Fredrik Brahe, Claes Axel Lewenhaupt med flera) i hovpartiets främsta led.
Stierneld erhöll 1814 Karl XIII:s uppdrag att söka upp och registrerar fornminnen och han stiftade 1816 Samfundet för utgivande av handlingar rörande Skandinaviens historia.

### Familj
Stiernehld gifte sig den 7 september 1790 på Karlbergs slott med grevinnan Christina Charlotta Gyldenstolpe, hon var hovfröken hos Hedvig Elisabeth Charlotta. 1791 fick de sitt enda barn, sonen Gustaf Algernon Stierneld.

### Statens porträttsamling
Som mångårig ståthållare på Gripsholms slott påbörjade Stierneld arbetet med vad som 1822 officiellt skulle komma att kallas Statens porträttsamling. En serie riksrådsporträtt från Drottningholm lät Gustav III föra till Gripsholm. Samlingen utökades då och omfattade även enskilda svenskar och inte endast kungligheter. Fler porträtt fördes till Gripsholm efter Gustav III:s död. År 1822 grundades porträttsamlingen formellt. Adolf Ludvig Stierneld förestod och organiserade samlingen. Han såg också till att samlingen växte genom en offensiv förvärvspolitik. 1831 omfattade Statens porträttsamling på Gripsholm 1367 nummer. Nationalmuseum övertog ansvaret för porträttsamlingen när den nya museibyggnaden stod färdig 1866.
Den 23 januari 1821 blev Stierneld hedersledamot av Kungliga Vitterhets Historie och Antikvitets Akademien.

## Utmärkelser[2]
- Riddare av Nordstjärneorden - 24 november 1794.
- Kommendör av Nordstjärneorden - 1 november 1797 med valspråket Frihet utan självsvåld.
- Riddare av Kungliga Carl XIII:s orden - 28 januari 1817

## Eftermäle som historieförfalskare
Under senare delen av sitt liv gjorde Stierneld sig känd som entusiastisk samlare av historiska urkunder och var en av de mest verksamma bakom instiftandet av Kungliga samfundet för utgivande av handlingar rörande Skandinaviens historia, i vilket sällskap han åtskilliga gånger var ordförande. Han publicerade också många egna uppsatser i samfundets skriftserie, ofta baserade på föregivna dokument i hans egen samling. Bland annat härledde Stierneld genom sådana dokument sin egen ätts (samt den befryndade ätten Eldstiernas) härstamning till ett äktenskap mellan Erik XIV:s son Gustav och en tidigare okänd Brita Karth.
Dessa stierneldska dokument har dock av senare historieforskning i stor utsträckning avslöjats som rena falsarier eller konstruktioner. Personhistorikern Bengt Hildebrand betecknar i Svenskt biografiskt lexikon (familjeartikeln "Eldstierna") Stierneld som "en historisk yrkesförfalskare av stora mått", och 1:e arkivarien i Riksarkivet Ingemar Carlsson har i sin bok om dokumentförfalskningar i arkiven, På lögnens väg, beskrivit honom som "den andre av våra storheter på området" efter Nils Rabenius. Carlsson skriver vidare om Stierneld:
| ”                                                                                                  | Adolf Ludvig Stierneld, en gång hovman och oppositionsman mot Gustaf III, blev på äldre dagar "en gammal man med ungdomlig livlighet", men "med ytterst klen underbyggnad till den grad, att han knappt kunde sätta en mening logiskt riktigt på papperet". Detta hämmade dock inte på något sätt hans förfalskningskapacitet. Han var boksamlare med rader av falska ägaranteckningar på samvetet, en handskriftssamlare med skamlösa bidrag till vårt lands förgångna, en genealog som med bedrägeriets hjälp lyfte in sina förfäder i historiens centrum. Ogenerat nyttjade han sin ställning som en av de drivande krafterna bakom den förnämliga urkundsserien Handlingar rörande Skandinaviens historia (HSH) till att manipulera den. [- - -] Vi har med andra ord ännu en förfalskare av internationella mått, ändå bara delvis framdragen ur skumrasket. | „ |
| – Ingemar Carlsson, På lögnens väg - historiska bedrägerier och dokumentförfalskningar (Lund 1999) | |   |

Också i sin tjänst som intendent vid Gripsholm gjorde sig Stierneld skyldig till tveksamma attribueringar av porträtt i tavelsamlingen där, så till exempel av ett föregivet porträtt av den ovannämnde prins Gustav Eriksson Vasa.

## Bilder

Den 25-årige Adolf Ludvig Stierneld (1755–1835) som kammarherre hos drottning Sofia Magdalena, vid målningens tillkomst 1780. Porträtt i olja av Ulrika Fredrika Pasch (1735–1796). Nationalmuseum, Statens porträttsamling.